# Santa Rosa County
Das Santa Rosa County ist ein County im Bundesstaat Florida der Vereinigten Staaten. Der Verwaltungssitz (County Seat) ist Milton.

## Geographie
Das County hat eine Fläche von 3040 Quadratkilometern, wovon 406 Quadratkilometer Wasserfläche sind. Es grenzt im Westen an das Escambia County und im Osten an das Okaloosa County. Zusammen mit dem Escambia County bildet das County die Metropolregion Pensacola.

## Geschichte
Das Santa Rosa County wurde am 18. Februar 1842 aus Teilen des Escambia County gebildet. Benannt wurde es nach Rosa von Viterbo, einer Heiligen der römisch-katholischen Kirche.

## Demografische Daten
Nach der Volkszählung im Jahr 2010 lebten im Santa Rosa County 151.372 Menschen in 64.707 Haushalten. Die Bevölkerungsdichte betrug 57,5 Einwohner pro Quadratkilometer. Ethnisch betrachtet setzte sich die Bevölkerung zusammen aus 87,8 % Weißen, 5,4 % Afroamerikanern, 0,9 % Indianern und 1,8 % Asian Americans. 1,1 % waren Angehörige anderer Ethnien und 3,0 % verschiedener Ethnien. 4,3 % der Bevölkerung bestand aus Hispanics oder Latinos.
Im Jahr 2010 lebten in 35,3 % aller Haushalte Kinder unter 18 Jahren sowie 24,5 % aller Haushalte Personen mit mindestens 65 Jahren. 73,0 % der Haushalte waren Familienhaushalte (bestehend aus verheirateten Paaren mit oder ohne Nachkommen bzw. einem Elternteil mit Nachkomme). Die durchschnittliche Größe eines Haushalts lag bei 2,59 Personen und die durchschnittliche Familiengröße bei 2,99 Personen.
26,6 % der Bevölkerung waren jünger als 20 Jahre, 24,7 % waren 20 bis 39 Jahre alt, 30,2 % waren 40 bis 59 Jahre alt und 18,6 % waren mindestens 60 Jahre alt. Das mittlere Alter betrug 39 Jahre. 50,5 % der Bevölkerung waren männlich und 49,5 % weiblich.
Das jährliche Durchschnittseinkommen eines Haushalts betrug 57.491 USD, dabei lebten 11,1 % der Bevölkerung unter der Armutsgrenze.
Im Jahr 2010 war englisch die Muttersprache von 92,99 % der Bevölkerung, spanisch sprachen 3,39 % und 3,62 % hatten eine andere Muttersprache.

## Kultur und Sehenswürdigkeiten

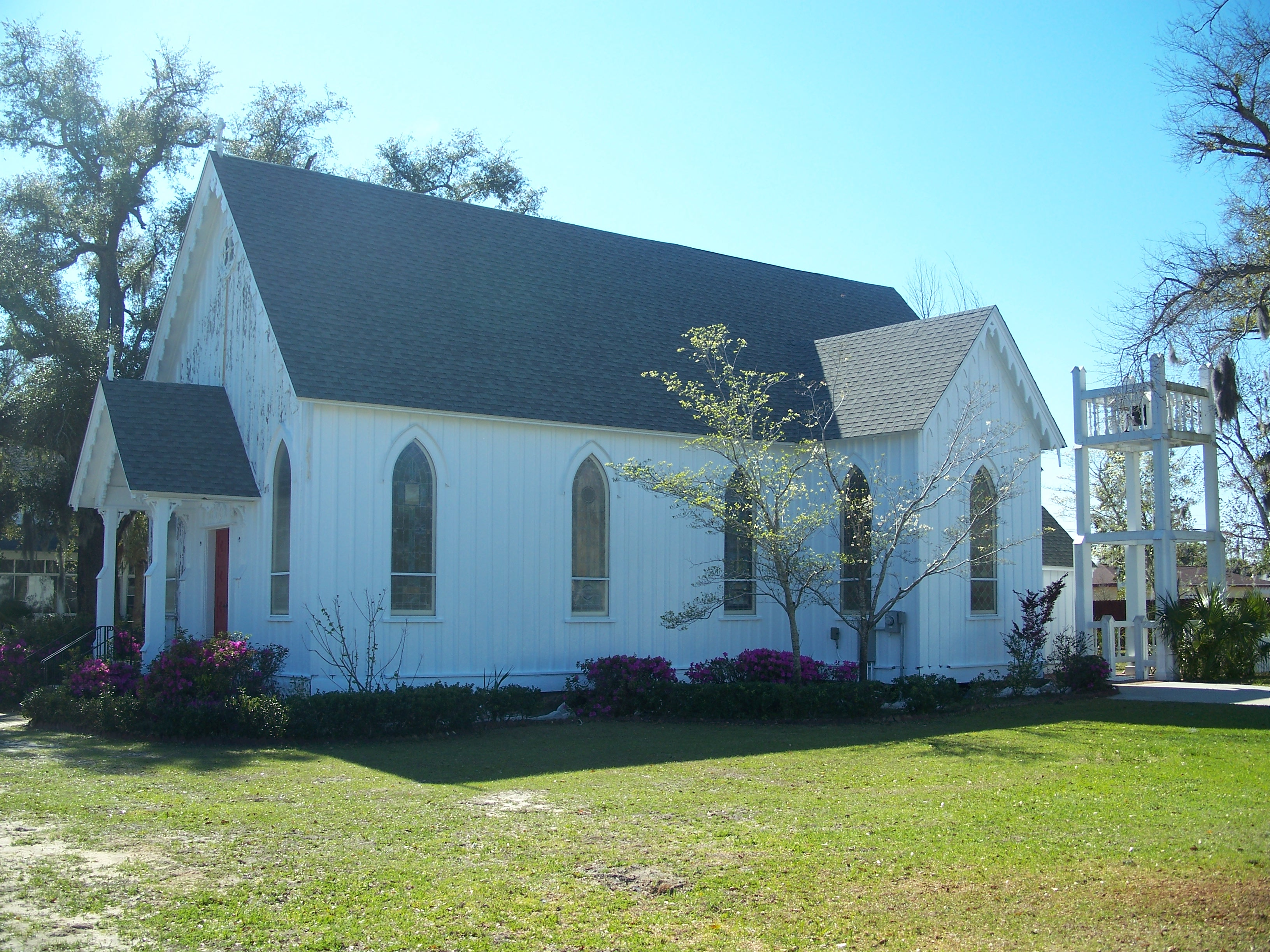
St. Mary’s Episcopal Church and Rectory in Milton (2008). Diese Kirche entstand 1878 und enthält Stilelemente des Carpenter Gothic („Zimmermann-Gotik“). Zu ihr gehört ein unmittelbar benachbartes Pfarrhaus. Im Mai 1982 wurde die St. Mary’s Episcopal Church and Rectory als erstes Objekt im County in das NRHP eingetragen.

17 Bauwerke, Stätten und Historic Districts („historische Bezirke“) im Santa Rosa County sind im National Register of Historic Places („Nationales Verzeichnis historischer Orte“; NRHP) eingetragen (Stand 17. Februar 2023), darunter zwei Kirchen, zwei Straßenabschnitte und mehrere archäologische Fundstätten.

## Weiterführende Bildungseinrichtungen
- University of Florida in Milton
- Pensacola Junior College in Milton
- Locklin Technical Center in Milton

## Orte im Santa Rosa County
Orte im Santa Rosa County mit Einwohnerzahlen der Volkszählung von 2010:
Cities:
- Gulf Breeze – 5.763 Einwohner
- Milton (County Seat) – 8.826 Einwohner

Town:
- Jay – 533 Einwohner

Census-designated places:
- Allentown – 894 Einwohner
- Avalon – 679 Einwohner
- Bagdad – 3.761 Einwohner
- Berrydale – 441 Einwohner
- Brownsdale – 471 Einwohner
- Chumuckla – 850 Einwohner
- Cobbtown – 67 Einwohner
- Dickerson City – 146 Einwohner
- Dixonville – 181 Einwohner
- East Milton – 11.074 Einwohner
- Fidelis – 156 Einwohner
- Floridatown – 244 Einwohner
- Garcon Point – 347 Einwohner
- Harold – 823 Einwohner
- Holley – 1.630 Einwohner
- Midway – 16.115 Einwohner
- Mount Carmel – 227 Einwohner
- Mulat – 259 Einwohner
- Munson – 372 Einwohner
- Navarre – 31.378 Einwohner
- Navarre Beach – 638 Einwohner
- Oriole Beach – 1.420 Einwohner
- Pace – 20.039 Einwohner
- Pea Ridge – 3.578 Einwohner
- Pine Level – 227 Einwohner
- Point Baker – 2.991 Einwohner
- Roeville – 608 Einwohner
- Springhill – 160 Einwohner
- Tiger Point – 3.090 Einwohner
- Wallace – 1.785 Einwohner
- Whitfield – 295 Einwohner
- Woodlawn Beach – 1.785 Einwohner